# Leading Lizzie Astray
Leading Lizzie Astray è un cortometraggio muto del 1914 diretto da Roscoe 'Fatty' Arbuckle.

## Produzione
Il film fu prodotto dalla Keystone Film Company di Mack Sennett.

## Distribuzione
Distribuito dalla Mutual Film, il film uscì nelle sale cinematografiche USA il 30 novembre 1914.